# Salangen (fjord)
68°53′41.784″N 17°34′46.193″Ø / 68.89494000°N 17.57949806°Ø
Salangen (nordsamisk Siellakvuotna) er en fjord i Salangen og Ibestad kommuner i Troms og Finnmark fylke i Norge. Fjorden strækker sig 30 km mod nordøst ind i landet øst for Andørja  til den 18 km lange Sagfjorden som danner bunden i fjorden. 
Den yderste del af fjorden, som går på sydsien af øen Andørja, bliver almindeligvis regnet som en del af Astafjorden. Fjorden har indløb mellem bygderne Lavangsnes på fastlandet og Kråkrø på Andørja. På nordsiden af fjorden ligger bygden Furnes og herfra svinger Mjøssundet nordover på østsiden af Andørja. Her krydser  Mjøsundbroen sundet over til fastlandet. 
På sydsiden af fjorden ligger bygderne Håkavik og Rotvik. Øst for Rotvik går Sagfjorden mod sydøst ind til bygden Laberg og kommunecenteret Sjøvegan. Bygden Medby ligger på østsiden af Salangen og herfra går Løksefjorden mod nordøst ind til Løksebotn. 
Riksvei 848 går langs nordsiden af fjorden, mens Riksvei 84 går langs østsiden. På sydsiden går Fv152 og Fv141.